# SNOE
SNOE (Student Nitric Oxide Explorer), auch Explorer 72, war ein kleiner Forschungssatellit der NASA zur Erforschung der Entstehung von Stickstoffmonoxid in der Erdatmosphäre.
Die wissenschaftlichen Aufgaben des SNOE-Satelliten waren eine detaillierte Studie der Variationen des Stickstoffmonoxid-(NO)-Gehalts der irdischen Thermosphäre. Der Anteil von Stickstoffmonoxid in der Hochatmosphäre ist zwar gering, aber es beeinflusst stark die Ionenzusammensetzung der Ionosphäre. Im Detail untersuchte SNOE, wie Schwankungen der solaren weichen Röntgenstrahlung Änderungen des NO-Gehalts der unteren Thermosphäre bewirken, und wie die Aurora-Aktivität Stickstoffmonoxid in den Polarregionen erzeugt.

## Hintergrund
SNOE war eine Mission im Rahmen des Explorer-Programms der NASA. Innerhalb des Programms war SNOE als erste von drei Missionen der neuen Student Explorer Demonstration Initiative (STEDI) ausgewählt worden. Diese Initiative ermöglichte es, kleine Forschungssatelliten unter der Führung von Universitäten zu verwirklichen. Federführend bei der SNOE-Mission war ein Team des Laboratory for Atmospheric and Space Physics (LASP) der University of Colorado at Boulder.

## Aufbau
SNOE bestand aus einer Satellitenstruktur in Form eines hexagonalen Prismas, die ebenso wie die Instrumente am LASP gebaut wurde. Der Satellit war spinstabilisiert, wobei die Rotationsachse senkrecht auf der Bahnebene der Umlaufbahn stand. Auf den Mantelflächen des Satellitenkörpers befanden sich Solarzellen zur Stromversorgung, die über eine Batterie für die Zeiten im Erdschatten abgepuffert war. Die Instrumente waren senkrecht zur Rotationsachse angeordnet, so dass diese während der Rotation die Erdatmosphäre unter der Flugbahn scannten. Der Satellit besaß kein eigenes Antriebssystem.

### Instrumente
- das Ultraviolet Specrometer (UVS) hatte die Aufgabe, die Dichte des Stickstoffmonoxids in der Erdatmosphäre in Höhen zwischen 100 und 200 km zu messen, indem es die Absorptionsbande im ultravioletten Teil des Spektrums registrierte. Es bestand aus einem Teleskop, einem Ebert-Fastie-Spektrometer sowie zwei Photozellen als Detektor.[5]
- das Auroral Photometer (AP) war ein Zweikanal-Breitband-Instrument zur Bestimmung der durch energetische Elektronen der Aurora an die Hochatmosphäre abgegebene Energie.[5]
- das Solar X-ray Photometer (SXP) bestand aus fünf einzelnen Photometern, die die solare Röntgen- und EUV-Strahlung bei Wellenlängen zwischen 2 und 35 nm messen.[5]
- GPS receiver: An Bord befand sich auch ein GPS-Empfänger, der eine genaue Positions- und Lagebestimmung des Satelliten ermöglichte.[5]

## Missionsverlauf

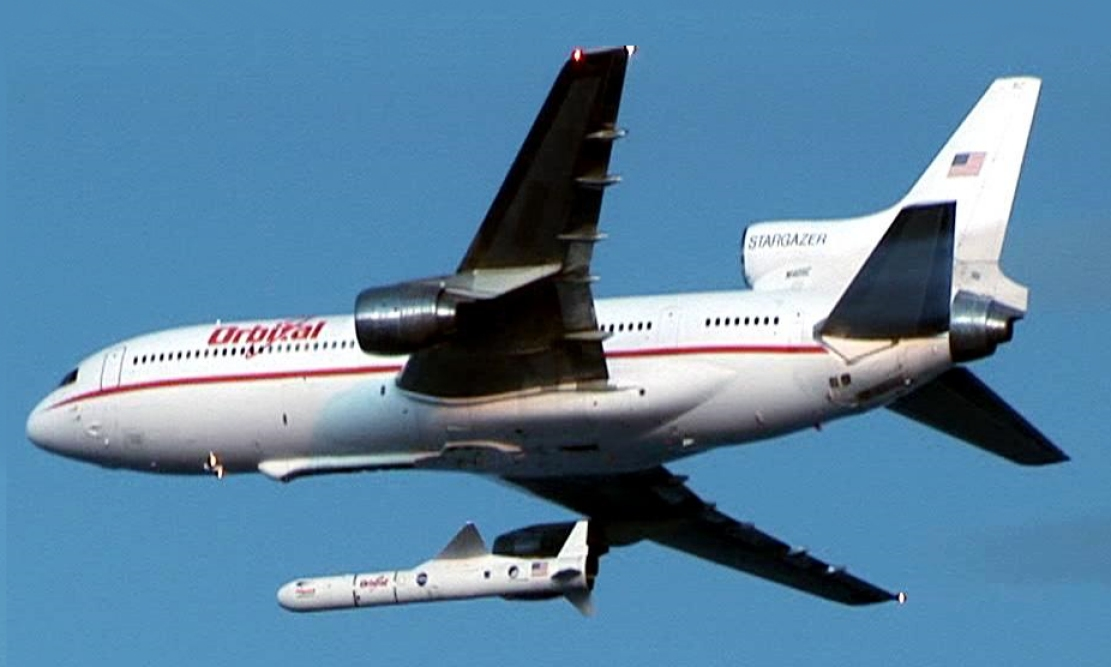
Eine Pegasus-XL-Rakete wie diese brachte SNOE in die Erdumlaufbahn

Am 26. Februar 1998 brachte von der Vandenberg Air Force Base eine Flugzeug-gestartete Pegasus-XL-Rakete SNOE zusammen mit dem experimentellen Kommunikationssatelliten BATSAT erfolgreich in eine polare Erdumlaufbahn.
SNOE blieb über seine gesamte Lebensdauer von fünf Jahren und 290 Tagen in Betrieb und lieferte bis zum Wiedereintritt Daten. Der Wiedereintritt erfolgte am 13. Dezember 2003 nach 32248 Umkreisungen der Erde.